# Subdoluseps frontoparietalis
Subdoluseps frontoparietalis — вид сцинкоподібних ящірок родини сцинкових (Scincidae). Ендемік Таїланду.

## Поширення і екологія
Subdoluseps frontoparietalis відомі з типової місцевості, розташованої в околицях Сарабурі в центральному Таїланді. Вони живуть в сухих тропічних лісах.